# Aleksandr Sieriebrowski
Aleksandr Pawłowicz Sieriebrowski (ros. Александр Павлович Серебровский, ur. 25 grudnia 1884 w Ufie, zm. 10 lutego 1938 w Kommunarce) – rosyjski rewolucjonista, bolszewik, radziecki polityk, działacz partyjny.

## Życiorys
Od 1899 związany z ruchem rewolucyjnym, 1902 podjął studia w Petersburskim Instytucie Technicznym, skąd wkrótce został wydalony za udział w zamieszkach studenckich. W październiku 1902 aresztowany, zwolniony pod nadzór policji, 1903 wstąpił do SDPRR, po rozłamie w partii bolszewik, 1906 powołany do służby we flocie, 1907 brał udział w powstaniu we Władywostoku, za co został aresztowany i skazany na 15 lat katorgi; w kwietniu 1908 karę zamieniono na służbę w batalionie karnym. Zbiegł i wyemigrował do Belgii, gdzie 1911 ukończył wyższą szkołę techniczną. Na emigracji poznał Lenina. Po powrocie do Rosji (1911) działał w ruchu rewolucyjnym w Niżnym Nowogrodzie, Moskwie i Rostowie, 1917 brał udział w rewolucji październikowej w Piotrogrodzie, jako dowódca kompanii Czerwonej Gwardii brał udział w zajęciu Pałacu Zimowego. Od listopada 1917 do 1918 członek Kolegium Ludowego Komisariatu Handlu RFSRR, od sierpnia 1919 zastępca przewodniczącego Nadzwyczajnej Komisji ds. Zaopatrzenia Armii Czerwonej, 1919 szef zaopatrzenia Frontu Ukraińskiego, 1919-1920 przewodniczący Centralnego Zarządu Zakładów Artyleryjskich i zastępca ludowego komisarza komunikacji drogowej RFSRR. Od 1920 przewodniczący "Azniefti", 1921 zastępca przewodniczącego Najwyższej Rady Gospodarki Narodowej RFSRR, od 31 grudnia 1925 do 12 października 1937 zastępca członka KC WKP(b), 1926-1930 zastępca przewodniczącego Najwyższej Rady Gospodarki Narodowej ZSRR i równocześnie 1926-1928 przewodniczący Zarządu Wszechrosyjskiego Nieftesindikata. Od 1928 przewodniczący Głównego Zarządu ds. Metali Kolorowych i członek Kolegium Ludowego Komisariatu Finansów ZSRR, 1932-1937 zastępca ludowego komisarza przemysłu ciężkiego ZSRR. Odznaczony Orderem Lenina (31 marca 1931) i trzema innymi orderami.
23 września 1937 aresztowany, 8 lutego 1938 skazany na śmierć przez Kolegium Wojskowe Sądu Najwyższego ZSRR "za działalność kontrrewolucyjną", następnie rozstrzelany. 19 maja 1956 pośmiertnie zrehabilitowany.